# Eo biển Tsugaru

Tuyến đường sắt của hãng JR đi qua eo biển Tsugaru bằng Đường hầm Seikan

Eo biển Tsugaru (tiếng Nhật: 津軽海峡, Tsugaru kaikyo, âm Hán Việt: "Tân Khinh hải hiệp") là eo biển ở Nhật Bản, ngăn cách Đảo Honshu và đảo Hokkaidō, Nhật Bản. Đây cũng là nơi Biển Nhật Bản thông ra Thái Bình Dương. Eo biển Tsugaru dài khoảng 130 km, với tầm sâu nhất là 450 mét. Đoạn hẹp nhất là 18.7 km giữa doi đất Kameda và Shimokita ở đầu phía Đông eo biển.

## Giao thông
Dưới đáy biển phía Tây khoảng 140 m sâu là Đường hầm Seikan. Đây là đường hầm dài nhất thế giới, nối tuyến đường sắt bắc nam giữa Hokkaido và Honshu. Đường thủy thì có các chuyến phà và tàu thủy nối liền cảng Hakodate ở Hokkaido với cảng Aomori, của tỉnh Aomori.